# San Luis (Aurora)
San Luis  (Bayan ng San Luis)  es un municipio filipino de segunda categoría, situado en la isla de Luzón. Forma parte de la provincia de Aurora situada en la Región Administrativa de Luzón Central, también denominada Región III.

## Geografía
Se trata del municipio de mayor extensión superficial de la provincia.Libda al norte con los municipios de María Aurora y Baler; al sur con el de Dingalán; al este con el Mar de Filipinas; y al oeste con la provincia de Nueva Écija, municipios de Bongabón y de Gabaldón.
Tiene una extensión superficial de 623.86 km² y según el censo del 2007, contaba con una población de 23.766 habitantes y 4.548 hogares; 25.276 habitantes el día primero de mayo de 2010

### Barangays
El municipio  de San Luis se divide, a los efectos administrativos, en 18 barangayes o barrios, conforme a la siguiente relación:
| - Bacong - Barangay I (Población) - Barangay II (Población) - Barangay III (Población) | - Barangay IV (Población) - Dibalo - Dibayabay - Dibut - Dikapinisán | - Dimanayat - Diteki - Ditumabo - L. Pimentel - Nonong Senior - Real | - San Isidro - San José - Zarah - Pulo - Bolievard - Bahay ng tanud |  |

## Historia
El distrito de El Príncipe fue una división administrativa durante las últimas décadas del dominio español. Su capital, "cabecera" en la terminología de la época, estaba en Baler. 
Entre 1855 y 1885, El Príncipe fue declarado comandancia político-militar, con su capital en Baler.
El barrio de San Luis  pertenecía al municipio de Baler, convirtiéndose el año 1962 en un Municipio independiente.